# NGC 4063
NGC 4063 је спирална галаксија у сазвежђу Девица која се налази на NGC листи објеката дубоког неба.
Деклинација објекта је + 1° 50' 49" а ректасцензија 12h 4m 5,9s. Привидна величина (магнитуда) објекта NGC 4063 износи 13,9 а фотографска магнитуда 14,9. NGC 4063 је још познат и под ознакама UGC 7042, MCG 0-31-26, CGCG 13-55, Todd 12b, PGC 38154.